# Ганимед (сателит)
Ганимед је највећи природни сателит планете Јупитер и седми по удаљености од планете. То је трећи Галилејев сателит откривен 1609. године. Зато  је овом мјесецу и дао назив Јупитер III. У грчкој митологији Ганимед је тројански дјечак, велике љепоте, кога је Зевс довео да послужује богове.
Ганимед је највећи сателит у Соларном систему. По пречнику је већи од Меркура али има дупло мању масу. Површина је комбинација двије врсте терена: стари, тамнији региони пуни кратера и нешто млађи, свјетлији региони означени са пукотинама и браздама. Њихово поријекло је тектонске природе, али детаљи нису познати.
Војаџер 2 је пролетјео на свега 59 530 km од сателита, те је на основу снимака који су тада начињени мапирано 80% површине са резолуцијом од 5 km или мање. Доказе атмосфере са разређеним кисеоником на Ганимеду, јако сличној атмосфери посматраној на Европи, недавно је пронашао Хабл свемирски телескоп.
Многи кратери су пронађени на обе врсте терена. Густоћа кратера показује старост од 3 до 3,5 милијарде година, што значи да је сличне старости као и Мјесец. Кратера је пуно па су неки чак и једни преко других и исечени системом бразда што имплицира да су и оне јако старе. За разлику од Месеца, кратери су пљоснати, и недостаје им планински прстен и централна депресија својеврсна кратерима на Месецу и Меркуру. Ово је вероватно резултат слабе природе Ганимедове ледене коре, која може путовати током геолошког времена и тако промијенити рељеф. Стари кратери чији је рељеф нестао, остављајући само назнаке кратера, зову се палимпсести.
Ганимед је једини сателит у Соларном систему за који се зна да поседује магнетосферу, која се највероватније ствара конвекцијом у течном гвозденом језгру. Оскудна магнетосфера је “затрпана” унутар много већег Јупитеровог магнетног поља са којим је повезана преко линија поља. Сателит има танку атмосферу испуњену кисеоником која садржи О, О2 а могуће и О3(озон). Атоми водоника чине мањи део атмосфере. Нерешено је питање да ли сателит има јоносферу повезану са атмосфером.
Галилеов први лет до Ганимеда открио је да Ганимед има сопствено магнетско поље смјештено унутар великог Јупитеровог магнетског поља.

## Откриће и именовање
Галилео Галилеј је 7. јануара 1610. године посматрао 3 објекта поред Јупитера за које је мислио да су звезде (то су били Ганимед, Калисто и заједнички сјај Европе и Иа који су били непосредно један до другога). Следеће ноћи приметио је да су објекти померили своје положаје; 13. јануара је разлучио 4 објекта. До 15. јануара Галилео је дошао до закључка да су ове звезде у ствари небеска тела у орбити Јупитера.
На сугестију Јохана Кеплера, Симон Мариј је именовао месеце Јупитера, укључујући Ганимед.
Ово име из митологије као и имена других Галилејевих сателита су пала у заборав на дуже време и нису били у употреби све до средине 20. века. У већини раније астрономске литературе користило се обележје по римским бројевима (систем који је увео Галилео), и Ганимед се назива Јупитер III, као “трећи Јупитеров сателит”. Након открића месеца око Сатурна, систем именовања базиран на предлозима Кеплера и Марија је употребљен за месеце Јупитера. Ганимед је једини од ових месеца назван по мушкој особи - он је као и Ио, Европа и Калисто био љубавник Зевсу.
На основу кинеских астрономских података, астроном Ган Де је открио голим оком месец који орбитира око Јупитера; вероватно је то био Ганимед.

## Орбита и ротација
Ганимед орбитира око Јупитера на одстојању од 1.070.400 km, трећи међу Галилејевим сателитима, комплетира једну револуцију за седам дана и три сата. Као и већина познатих месеца, и Ганимед је плимно закључан - једна његова страна је увек окренута ка површини планете. Његова орбита је мало ексцентрична и нагнута у односу на Јупитеров екватор. Ове орбиталне осцилације узрокују да осни нагиб (угао између ротационе и орбиталне осе) шета између 0 и 0,33°.
Ганимед учествује у орбиталној резонанци са Европом и Иом; за сваку једну орбиту Ганимеда, Европа направи две а Ио четири орбите. Велика конјукција између Иа и Европе се догађа када је Ио у периапсису а Европа у апоапсису. Велика конјункција између Европе и Ганимеда дешава се када је Европа у периапсису. Географске дужине конјункције Ио-Европа и Европа-Ганимед се мењају по истом закону тако да је немогуће да се постигне трострука конјункција. Ова веома компликована резонанција се назива Лапласова резонанца.
Постоје две хипотезе о пореклу Лапласове резонанце између Ганимеда, Европе и Иа: да је она исконска и да постоји од настанка Сунчевог система, или да је настала након формирања Сунчевог система. Могући сценарио догађаја за други случај је следећи: Ио је подигао таласе на Јупитеру чиме изазива ширење његове орбите док није дошла у 2:1 резонанцу са Европом; након тога ширење се наставило, међутим део угаоног момента се пренео на Европу јер је резонанца условила да се и њена орбита прошири; процес се наставио све док Европа није дошла у резонанцу 2:1 са Ганимедом. На крају се степен скретања конјукције између сва три месеца синхронизовао и закључао у Лапласову резонанцу.

## Физичке карактеристике

#### Састав
Просечна густина Ганимеда, 1,936 g/cm³, сугерише састав од отприлике једнаких делова стеновитог материјала и воде, која је већином у облику леда. Масени удео леда је 46–50%, мало нижи него код Калиста. Додатни нестални лед, као што је амонијак, може бити присутан. Тачан састав Ганимедових стена није познат, али је вероватно приближан Л/ЛЛ типу обичних хондрита, који се карактеришу по мање гвожђа и више гвоздених оксида од Х хондрита. Однос масе гвожђа и силицијума код Ганимеда је 1,05–1,27.
Ганимедова површина има албедо од око 43%. Лед је присутан свуда по површини месеца са укупним уделом од 50–90%, значајно више него када се гледа целокупан састав. Инфрацрвеном спектроскопијом је откривено присуство апсорбционе групе на таласним дужинама од 1,04, 1,25, 1,5, 2,0 и 3,0 μm. Наборани терен је светлији и садржи више леда од тамнијег терена. Анализама помоћу високе резолуције, инфрацрвеног и УВ спектра које су прикупили Галилео и земаљске опсерваторије откривено је присуство Угљен-диоксида, Сумпор-диоксида, сумпорне киселине и разних органских једињења. Галиелови резултати такође указују на присуство Магнезијум сулфата, а могуће и Натријум сулфата на површини. Ове соли можда потичу од океана који се налази испод површине.
Ганимедова површина је асиметрична; хемисфера која предњачи (она која је лицем окренута према смеру кретања по орбити) је светлија од друге хемисфере. Нешто слично се дешава и код Европе, док се скоро супротно дешава код Калиста. Хемисфера која касни је богата сумпор-диоксидом.

#### Унутрашња структура
Ганимед је у потпуности диференциран, и састоји се од гвозденог језгра, силикатног омотача и спољашњег омотача сачињеног од леда. Овај модел је подржан ниском вредношћу његовог бездимензионог момента инерције (0,3105 ± 0,0028), који је измерен током мисије Галилео сонде. Ганимед има најнижи момент инерције од свих чврстих тла у Соларном систему. Постојање течног, гвожђем богатог језгра обезбеђује логично објашњење за сопствено магнетно поље које је детектовао Галилео. Конвекција у течном језгру, које има високу електричну проводност, је најлогичнији модел за генерацију магнетног поља.
Тачна дебљина различитих унутрашњих слојева Ганимеда зависи од претпостављеног силикатног састава (фракција оливина и пироксена) и количине сумпора у језгру. Највероватнија вредност за полупречник језгра је 700–900 km и 800–1.000 km за дебљину спољашњег леденог ментла, док је остатак састављен од силикатног омотача. Густина језгра је 5,5–6 g/cm³ а силикатног омотача 3,4–3,6 g/cm³. Неки модели постојања магнетосфере захтевају да језгро буде начињено од чистог гвожђа унутар течног Fe–FeS језгра - слично саставу језгра Земље. Потенцијални пречник оваквог језгра је до 500 km. Температура у језгру Ганимеда је вероватно 1.500–1.700 K, а притисак до 10 гигапаскала.

#### Површинске одлике
Ганимедову површину чини мешавина два типа терена: веома стари, препуни кратера, тамни региони и нешто млађи (мада су и они веома стари) светлији региони прекривени великим бројем канала и бразда. Таман део терена, који прекрива трећину површине, садржи глину и органске материје који би могли да открију састав импактора чијим су нагомилавањем формирани Јупитерови месеци.
Механизам загревања, који је неопходан за стварање набораног терена на Ганимеду, је тренутно нерешен проблем планетарних наука. Модерне теореме указују да је наборани терен настао као последица тектонских процеса, док је криовулканизам имао само мању улогу. Силе које су узроковале настанак великог напрезања у Ганимедовој леденој литосфери и које су неопходне за иницијализацију тектонске активности су можда повезане са догађајима таласног загревања у прошлости, највероватније када је месец пролазио кроз период нестабилне орбиталне резонанције. Таласање ледене спољашњости је можда загревало унутрашњост и стварало напрезања у литосфери. Последица ових напрезања је настанак пукотина и раседа који су прекрили стари, таман терен на 70% површине. Настанак набораног терена можда потиче из раних дана настанка месеца, током формирања језгра и загревања унутрашњости. Овај процес је узроковао да се Ганимед увећа за 1-6% Током касније еволуције врела вода, загревана језгром, је продирала из унутрашњости на површину чиме је настала тектонска деформација литосфере.
Кратери су распоређени по целој површини, али су посебно изражени на тамном терену. Подаци указују на то да је таман терен стар око 4 милијарде година (слично терену на Месецу), док је светлији терен млађи мада се не може са сигурношћу тврдити колико. Сматра се да је већина кратера настала у пероиоду од пре 4 до 3,5 милијарди година. Кратери на Ганимеду су мањи од оних на Месецу или планети Меркур јер је површина Ганимеда другачијег састава тако да су током времена ови ”ожиљци” изравнати.
Ганимед такође поседује поларне капе, највероватније сачињене од мраза. Овај мраз се простире до 40° географске ширине. Присуство поларних капа прво пут је приметила летелица Војаџер 1. Присуство Ганимедовог магнетног поља условљава да већи број наелектрисаних честица бомбардује поларне регионе који су мање заштићени. Водене честице се услед тога распршују тако да се мраз шири по областима са нижом температуром унутар поларних предела.

## Истраживање
Више свемирских сонди које су пролазиле поред или улазиле у орбиту Јупитера су детаљније истражиле Ганимед.
Пионир 10 се приближио 1973. г. а Пионир 11 1974. г. и они су вратили информације о сателиту. У те информације спада боље одређивање физичких карактеристика, величине, и површинских одлика већих од 400 km. Најмања удаљеност Пионира 10 од површине Ганимеда је била 446.250 km.
Летелице Војаџер 1 и Војаџер 2 су следеће истражиле Ганимед 1979. г. Оне су додатно побољшале знања о његовој величини, чиме је откривено да је Ганимед већи од Сатурновог месеца Титана. Са слика се такође могло видети да је терен веома наборан.
Летелица Галилео је 1995. г. ушла у орбиту око Јупитера и у периоду између 1996. и 2000. године спровела шест блиских налета изнад Ганимеда. Најближи од ових био је само 264 km изнад површине месеца. Током првог прелета откривено је његово магнетно поље, док је током налета 2001. г. откривен океан испод површине. Летелица која најскорије истражила Ганимед била је Нови хоризонти 2007. године на свом путу ка Плутону. Током овог пролета летелица је снимила топографску мапу површине.
У мају 2012. године Европска свемирска агенција одабрала је мисију ЏУС (Jupiter Icy Moon Explorer (JUICE)). Летелица ће ући у орбиту око Ганимеда, али ће у путу пролетети поред Калиста и Европе. Полетање је планирано за 2022. док је улазак у орбиту око Ганимеда планиран за 2033. годину.